# Joueur français de l'année 2023-2024
Navigation
Édition précédente Édition suivante
Le joueur français de l'année 2023-2024 est une distinction attribuée par France Football qui récompense le meilleur footballeur français au cours de la saison 2023-2024.
Le lauréat est Kylian Mbappé pour la quatrième fois après 2018, 2019 et 2022-2023. Avec l'équipe de France dont il est le capitaine, il atteint la demi-finale de l'Euro 2024, et avec son club du Paris Saint-Germain, il remporte le championnat de France 2023-2024 en étant sacré meilleur joueur et meilleur buteur de Ligue 1, ainsi que la Coupe de France. Il signe à l'été 2024 au Real Madrid où il gagne la Supercoupe de l'UEFA.

## Classement
| Rang | Nom                  | Club                              | Points |
| ---- | -------------------- | --------------------------------- | ------ |
| 1    | Kylian Mbappé        | Paris Saint-Germain / Real Madrid | 56     |
| 2    | William Saliba       | Arsenal FC                        | 51     |
| 3    | Mike Maignan         | AC Milan                          | 24     |
| 4    | Eduardo Camavinga    | Real Madrid                       | 17     |
| 5    | Aurélien Tchouaméni  | Real Madrid                       | 16     |
| 6    | Antoine Griezmann    | Atlético de Madrid                | 15     |
| 6    | Pierre Lees-Melou    | Stade brestois 29                 | 15     |
| 8    | Warren Zaïre-Emery   | Paris Saint-Germain               | 11     |
| 9    | Bradley Barcola      | Paris Saint-Germain               | 10     |
| 9    | Alexandre Lacazette  | Olympique lyonnais                | 10     |
| 11   | Jules Koundé         | FC Barcelone                      | 7      |
| 11   | Marcus Thuram        | Inter Milan                       | 7      |
| 13   | Michael Olise        | Crystal Palace / Bayern Munich    | 3      |
| 14   | Romain Del Castillo  | Stade brestois 29                 | 1      |
| 15   | Jean-Philippe Mateta | Crystal Palace                    | 0      |